# Парад Победы в Москве

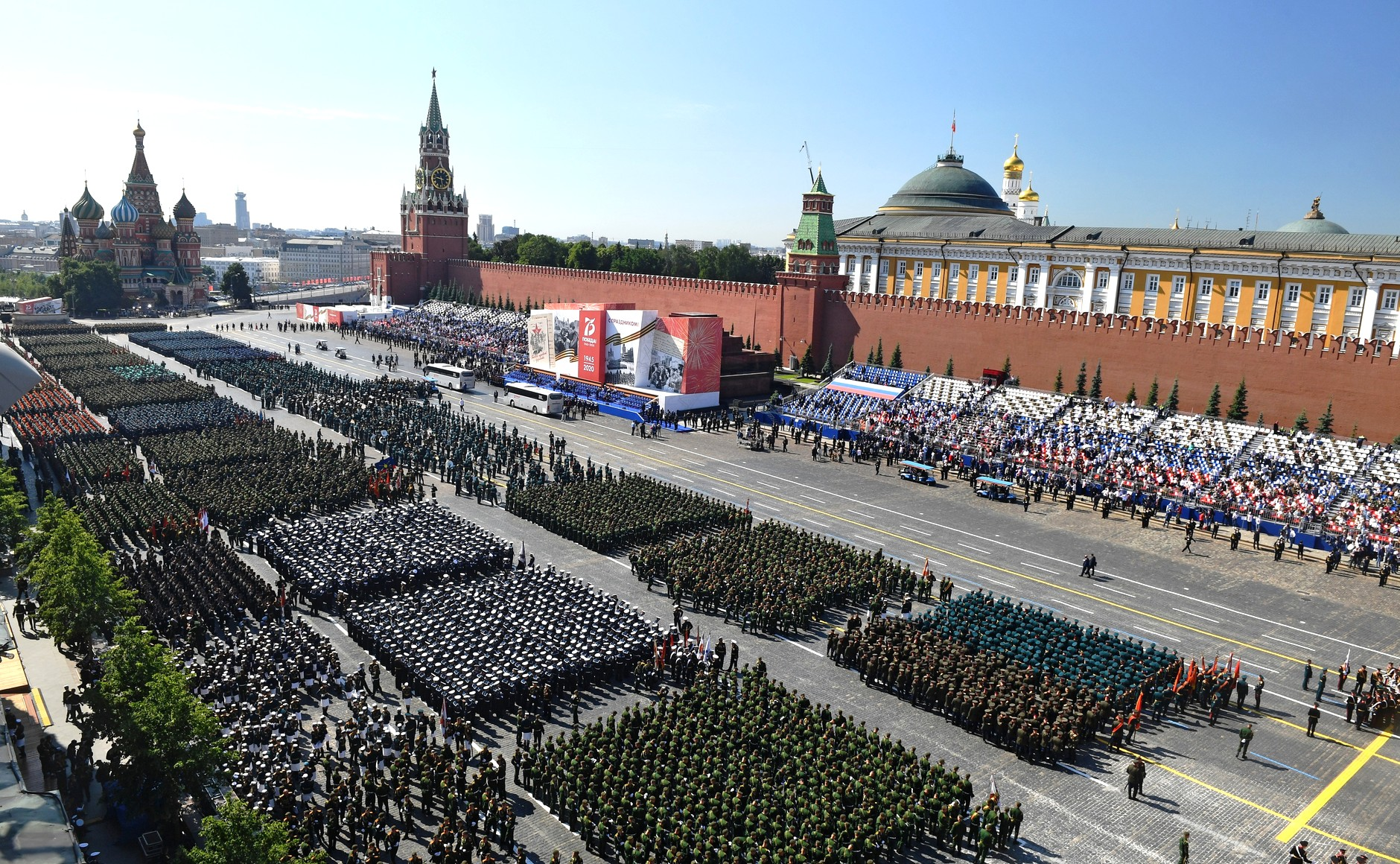
Парад Победы в 2020 году

Парад Победы — парад, проводимый в Москве  на Красной площади в честь Дня Победы.

## В СССР
- Московский парад Победы (1945) — ознаменовал конец Великой Отечественной войны. Этому событию посвящено два советских документальных фильма 1945 года.

Следующий парад прошёл лишь на 20-летний юбилей разгрома Германии, в 1965 году:
- Парад на Красной площади 9 мая 1965 года

Первый после долгого перерыва парад прошёл в 1985 году в честь 40-летия Великой Победы; в этот день впервые было пронесено по Красной площади Знамя Победы.  
В 1990 году парад снова прошёл на Красной площади. В параде приняло участие 12,5 тыс. человек и 429 единиц техники.

## В России
1990-е
- Парад на Поклонной горе 9 мая 1995 года

В 1995 году на Красной площади прошёл парад ветеранов Великой Отечественной войны, а военный парад проходил на Поклонной горе. В 1996 году Мавзолей Ленина последний раз использовался как трибуна, а с 1997 года около Мавзолея на время парада сооружается специальная трибуна.
2000-е
После юбилейных торжеств в честь 50-летия Победы (1995) парад проводится ежегодно. До 2008 года парад проводился без участия военной техники, в связи с ремонтными работами на Красной площади; с 2008 года в параде вновь участвует военная техника. 
В начале парада 9 мая в 10 часов утра вносится Знамя Победы. В это же время из ворот Спасской башни выезжает принимающий парад Министр обороны РФ. Навстречу ему выезжает командующий парадом и докладывает Министру о готовности войск. Затем начинается объезд войск Московского гарнизона. После объезда войск так же, как и в параде 24 июня 1945 года, звучит мелодия «Славься» (кроме 2010 года, так как «Славься» прозвучал в финале парада под выход оркестра), затем с речью обращается Президент Российской Федерации, который одновременно является Верховным главнокомандующим Вооружёнными силами Российской Федерации. Затем под гром залпов артиллерийского салюта исполняется Государственный гимн Российской Федерации. После исполнения гимна начинается прохождение войск по Красной площади. Затем на площадь вступает военная техника. Кульминацией парада является его воздушная часть, в которой участвует множество военных самолётов и вертолётов. В финале авиационная техника раскрашивает небо над Красной площадью в цвета Государственного флага Российской Федерации. Парад транслируется в прямом эфире по ведущим российским телеканалам.
- Парад на Красной площади 9 мая 2000 года
- Парад на Красной площади 9 мая 2005 года — празднование 60-й годовщины со дня окончания ВОВ. Во время парада военная техника использовалась ограниченно, кульминацией парада стал проезд на 130 автомобилях, стилизованных под «полуторки», 2600 ветеранов. Начиная с этого года, Мавзолей Ленина на время Парада стали задрапировывать.
- Парад на Красной площади 9 мая 2008 года — празднование 63-й годовщины со дня окончания ВОВ. Впервые в истории современной России на Красной площади была использована тяжёлая военная техника; в параде также принимали участие истребители и стратегические бомбардировщики.
- Парад на Красной площади 9 мая 2009 года

2010-е
- Парад на Красной площади 9 мая 2010 года
- Парад на Красной площади 9 мая 2011 года
- Парад на Красной площади 9 мая 2012 года
- Парад на Красной площади 9 мая 2015 года — празднование 70-летия со дня окончания ВОВ. В параде приняли участие свыше 16 тыс. военнослужащих,  представлено 194 ед. сухопутной боевой техники и более 140 самолётов и вертолётов; присутствовал 31 лидер иностранных государств. Участниками парадов стали более 78,5 тысяч человек.
- Парад на Красной площади 9 мая 2017 года
- Парад на Красной площади 9 мая 2018 года
- Парад на Красной площади 9 мая 2019 года

2020-е
- Военные парады на Красной площади в 2020 году
- Парад на Красной площади 9 мая 2021 года
- Парад на Красной площади 9 мая 2022 года
- Парад на Красной площади 9 мая 2023 года
- Парад на Красной площади 9 мая 2024 года
- Парад на Красной площади 9 мая 2025 года

## Оценки и мнения
По мнению антрополога С. А. Ушакина, современные парады Победы имеют целью демонстрацию прямой и непосредственной связи настоящего с прошлым. В их основе, по мнению учёного, лежит желание материализовать связь между поколениями, восстановить ощущения исторической взаимосвязанности, преодолеть временный разрыв между современниками и военными событиями, которые воспринимаются в постсоветской России как формообразующие.